# Loxostege turbidalis
Loxostege turbidalis là một loài bướm đêm trong họ Crambidae.